# 劉擧 (北魏)
劉擧（?—?），光州（今山东莱州）人，北魏政治人物。

## 生平
528年七月壬子，劉舉在濮陽聚眾反魏，自稱皇武大將軍。八月十九甲辰，魏大都督宗正珍孙於濮陽擊滅劉舉。

## 年號
劉擧的年号皇武，在《魏書》、《資治通鑒》未提及其年號；李兆洛的《紀元編》以皇武為劉擧的年号。